# Сулаберидзе, Александр Сергеевич
Александр Сергеевич Сулаберидзе (15 августа 1916, Грузия — 22 июня 1958) — механик-водитель танка 27-го стрелкового полка 7-й стрелковой дивизии 7-й армии Северо-Западного фронта, младший командир. Герой Советского Союза.

## Биография
Родился 15 августа 1916 года в селе Леса-Чинати ныне Ланчхутского района Грузии в крестьянской семье. Грузин. Член ВКП(б)/КПСС с 1940 года. Работал в железнодорожном депо станции Батуми.
В Красной Армии с 1937 года. Участник освободительного похода советских войск в Западную Украину и Западную Белоруссию 1939 года. Участник советско-финской войны 1939—1940 годов.
Механик-водитель танка 27-го стрелкового полка младший командир Александр Сулаберидзе при прорыве обороны противника в районе посёлка Хотинен 13 февраля 1940 года уничтожил несколько вражеских дотов, у города Выборга — ряд других огневых точек врага, способствуя продвижению стрелковых подразделений.
Указом Президиума Верховного Совета СССР от 21 марта 1940 года «за образцовое выполнение боевых заданий командования на фронте борьбы с финской белогвардейщиной и проявленные при этом отвагу и геройство» младшему командиру Сулаберидзе Александру Сергеевичу присвоено звание Героя Советского Союза с вручением ордена Ленина и медали «Золотая Звезда».
В 1941 году демобилизован. Жил в городе Батуми. Работал директором лимонадного завода. Скончался 22 июня 1958 года.
Именем А. С. Сулаберидзе названа улица в Батуми, бюст Героя установлен в городе Ланчхути.